# Ameivula ocellifera
Espèce
Synonymes
- Teius ocellifer Spix, 1825
- Cnemidophorus ocellifer (Spix, 1825)
- Cnemidophorus hygomi Reinhardt & Lütken, 1862

Ameivula ocellifera est une espèce de sauriens de la famille des Teiidae.

## Répartition
Cette espèce se rencontre :
- en Paraguay ;
- au Brésil dans les États de Bahia, du Minas Gerais, de Goiás, de Pernambouc, du Ceará et du Sergipe ;
- dans le nord de l'Argentine dans les provinces de Misiones, de Corrientes, du Chaco, de Córdoba, de Formosa et de La Rioja ;
- en Bolivie dans les départements de Tarija et de Santa Cruz.

## Publication originale
- Spix, 1825 : Animalia nova sive species nova lacertarum quas in itinere per Brasiliam annis MDCCCXVII-MDCCCXX jussu et auspicius Maximiliani Josephi I Bavariae Regis suscepto collegit et descripsit Dr. J. B. de Spix, p. 1-26 (texte intégral).